# Stegoplax longirostris
Stegoplax longirostris is een vlokreeftensoort uit de familie van de Cyproideidae. De wetenschappelijke naam van de soort werd in 1882 voor het eerst geldig gepubliceerd door Georg Ossian Sars.